# Pyrausta sarobialis
Pyrausta sarobialis là một loài bướm đêm trong họ Crambidae.